# Lepidium drummondii
Lepidium drummondii är en korsblommig växtart som beskrevs av Albert Thellung. Lepidium drummondii ingår i släktet krassingar, och familjen korsblommiga växter. Inga underarter finns listade i Catalogue of Life.